# Terrestrisuchus
Terrestrisuchus var en reptil som levde under slutet av triasperioden. Den var troligen en tidig krokodil fast den inte var längre än 50 cm. En eventuell relation till den moderna krokodilen är i så fall en väldigt avlägsen relation. Den levde också på land och hade mycket längre ben och svans som var anpassad för ett liv på land. Ordet Terrestrisuchus betyder landkrokodil. Benens uppbyggnad visar på att den galopperade. Terrestrisuchus åt troligen små djur och insekter.